# 241P/LINEAR
La comète LINEAR, officiellement 241P/LINEAR, est une comète périodique du système solaire, découverte le 30 octobre 1999 par le programme LINEAR.